# Kerstin Nindel
Kerstin Nindel född 23 juni 1963 är en före detta tysk handbollsspelare.

## Karriär
Kerstin Nindel spelade för SC Leipzig i Oberliga den högsta ligan i Östtyskland och sedan i Handball-Bundesliga Frauen. Med Leipzig blev hon östtysk mästare tre gånger 1984, 1988 och hon vann också sista säsongen av Oberliga 1991. Säsongen 1984/1985 vann hon skytteligan med 111 mål (64 på straffar) och säsongen 1990/1991 på 151 mål (88 straffar).  Under säsongen 1992/1993 i Bundesliga var hon den näst bästa målskytten med 141 mål (varav 79 straffar). Efter sin tid i Leipzig spelade hon för SV Union Halle-Neustadt. Hon spelade också för det östtyska damlandslaget i handboll och vann brons med det östtyska landslaget vid VM 1990 i Sydkorea.